# هيرفي ريفيلي
هيرفي ريفيلي (بالفرنسية: Hervé Revelli) مواليد 5 مايو 1946 في فردان، هو لاعب كرة قدم فرنسي سابق كان يلعب كمهاجم. لعب خلال مسيرته 445 مباراة سجل خلالها 230 هدفاً.

## مرحلة الشباب

### أندية لعب لها
- غاردان

## المسيرة الاحترافية

### أندية لعب لها
- نادي سانت إتيان
- نادي نيس
- نادي شينوا
- نادي شاتورو

## وصلات خارجية
- هيرفي ريفيلي على موقع الاتحاد الأوربي (الإنجليزية)
- هيرفي ريفيلي على موقع قاعدة بيانات كرة القدم.إي يو (الإنجليزية)
- هيرفي ريفيلي على موقع ليكيب (الفرنسية)
- هيرفي ريفيلي على موقع ناشيونال فوتبول تيمز (الإنجليزية)
- هيرفي ريفيلي على موقع عالم كرة القدم.نت (الإنجليزية)

- الموقع%20الرسمي